# Valley of the Damned
Valley of the Damned debitantski je studijski album britanskog power metal sastava DragonForce. Godine 2000., dok je ime sastava još bilo DragonHeart, demoinačica albuma bila je snimljena, a zatim poslana diskografskoj kući Noise Records, koja ga je kasnije i producirala. Ubrzo, nakon što je grupa otkrila da već postoji brazilski sastav s imenom DragonHeart, odlučili su se preimenovati u DragonForce te su tako promijenili i svoj logotip. 
Album je remasteriran i ponovno objavljen dvaput, prvi put 24. rujna 2007. godine i drugi put 22. veljače 2010. godine zajedno s albumom Sonic Firestorm. Također, pjesma "Disciples Of Babylon" je jedina DragonForceova pjesma čiji je tekst pjevač ZP Theart samostalno napisao.

## Produkcija
Prvi demouradak bio je sniman od 8. do 12. listopada, a zatim miksan 20. studenog 2000. godine u studiju Thin Ice Studios; snimanjem je rukovodio Karl Groom koji je bio zadužen i za inženjering. Snimanje albuma 2002. uglavnom je bilo odrađeno u Thin Ice Studios u Surreyu te u Lamer Luser Studios u Londonu, od svibnja do listopada 2002. godine. Album su zatim u navedenom studiju miksali Karl Groom, Herman Li i Sam Totman u Thin Ice Studios, a masterirali su ga Rob Aubrey i Herman Li u studiju Aubitt Studio.

## Popis pjesama
| 1.    | »Invocation of Apocalyptic Evil« (instrumental) |                        | Sam Totman       | 0:14 |
| 2.    | »Valley of the Damned«                          | Totman, ZP Theart      | Totman           | 7:12 |
| 3.    | »Black Fire«                                    | Totman, Theart         | Totman           | 5:47 |
| 4.    | »Black Winter Night«                            | Totman, Theart         | Totman           | 6:20 |
| 5.    | »Starfire«                                      | Totman, Theart         | Totman           | 5:53 |
| 6.    | »Disciples of Babylon«                          | Theart                 | Herman Li        | 7:16 |
| 7.    | »Revelations«                                   | Totman, Theart         | Totman           | 6:52 |
| 8.    | »Evening Star«                                  | Li, Theart             | Li               | 6:39 |
| 9.    | »Heart of a Dragon«                             | Totman, Theart         | Totman           | 5:24 |
| 10.   | »Where Dragons Rule«                            | Steve Williams, Theart | Totman, Williams | 5:49 |
| 33:04 |                                                 |                        |                  |      |

| 1. | »Valley of the Damned« | Totman, ZP Theart | Totman    | 7:12 |
| 2. | »Revelations«          | Totman, Theart    | Totman    | 6:52 |
| 3. | »Starfire«             | Totman, Theart    | Totman    | 5:53 |
| 4. | »Black Winter Night«   | Totman, Theart    | Totman    | 6:20 |
| 5. | »Disciples of Babylon« | Theart            | Herman Li | 7:16 |

## Osoblje
| DragonHeart - ZP Theart — vokali - Herman Li – gitara, prateći vokali, koncept logotipa, dizajn - Sam Totman – gitara, prateći vokali - Steve Scott – bas-gitara, prateći vokali - Steve Williams – klavijature, prateći vokali Dodatni glazbenici - Clive Nolan – klavijature - Peter Hunt – bubnjevi Ostalo osoblje - Karl Groom – inženjer zvuka - Jean Pascal Fournier – dizajn logotipa | DragonForce - ZP Theart – vokali - Herman Li – gitara, prateći vokali, miksanje, mastering, inženjer zvuka, koncept logotipa - Sam Totman – gitara, prateći vokali, miksanje - Vadim Pruzhanov — klavijature, klavir - Didier Almouzni — bubnjevi Dodatni glazbenici - Clive Nolan — prateći vokali, dodatne klavijature - Diccon Harper — bas-gitara Ostalo osoblje - Karl Groom — snimanje, miksanje, inženjer zvuka - Tommy Hansen — snimanje - Rob Aubrey — mastering - Jean Pascal Fournier — dizajn logotipa, omot albuma |